# Сигридюр Фридьоунсдоуттир
Сигридюр Фридьоунсдоуттир (исл. Sigríður J. Friðjónsdóttir; Пустой шаблон {{ВД-Преамбула}} ) — исландский юрист. Государственный прокурор с 4 апреля 2011 года.

## Биография
Родилась в 1961 году.
В 1986 году окончила юридический факультет Исландского университета. В 1987 году получила диплом последипломного образования в области права в Университетском колледже Лондона.
Занималась преподаванием.
Работала в Министерстве юстиции Исландии.
В течение пяти месяцев 1986 года — уполномоченный представитель нотариуса (borgarfógeti) в Рейкьявике. В течение четырех лет, с 1987 по 1991 год — уполномоченный представитель сислюмадюра (шерифа в сисле) Сёйдауркроукюра, с 1989 года — главный уполномоченный.
В 1991 году получила право представителя в окружном суде (низшей судебной инстанции). С 1991 по 1993 год — уполномоченный представитель юридической фирмы Эггерта Оулафссона (Eggert B. Ólafsson; род. 1952).
С 1993 по 1997 год — уполномоченный представитель следственного управления. Выступала представителем в окружном суде по ряду дел. С 1997 по 1998 год была уполномоченным представителем Начальника полиции Исландии.
С 10 августа 1998 года — прокурор. С 2000 года представляла государственного прокурора в международной рабочей группе по борьбе с торговлей людьми и насилием в отношении женщин и детей. С 1 сентября 2008 года была заместителем государственного прокурора.
12 октября 2010 года альтинг избрал Сигридюр Фридьоунсдоуттир прокурором для судебного процесса в Национальном суде Исландии против бывшего премьер-министра Гейра Хаарде.
Эгмюндюр Йоунанссон была назначена 4 апреля 2011 года министром Эгмюндюром Йоунанссоном государственным прокурором. Сменила Вальтира Сигюрдссона, который ушёл в отставку в феврале.